# Tari Eszter

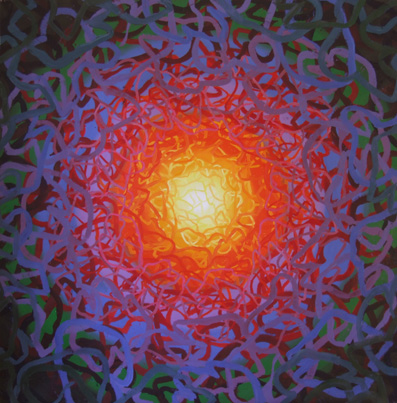
Tari Eszter festménye (Intro XI, 2008)

Tari Eszter (Pécs, 1976. december 31.) kortárs festőművész. Végzettsége szerint DLA-fokozattal rendelkező egyetemi oktató.
Édesanyja T. Surányi Anna, formatervező iparművész, keramikus. Mesterei: Horváth Dénes, Keserü Ilona és Kőnig Frigyes festőművészek.

## Tanulmányai
Már 13 éves korától rendszeresen eljárt a Pécsi Ifjúsági Központ (IH) rajzszakkörébe, ahol modell utáni rajzolást és festést elsősorban Horváth Dénes festőművésztől, sokszorosító grafikai technikákat pedig Németh Pál szobrászművésztől tanult.
1992-től 1996-ig a Pécsi Művészeti Szakközépiskola diákja volt ötvös szakon. Itt rajztanára Farkas László szobrászművész volt. Nyarait a Zebegényi Szőnyi István Képzőművészeti Szabadiskolában töltötte, nagyrészt Mizser Pál kreatív osztályában.
1997-től 2004-ig a Pécsi Tudományegyetem Művészeti Kar Vizuális nevelés szak hallgatója Pinczehelyi Sándor festő csoportjában. Egyetemi tanulmányai alatt több országban is továbbképezte magát ösztöndíjak révén. Így az 1998–99-es tanévben indonéz állami Darmasiswa ösztöndíjasként a Sebelas Maret Egyetemen (Universitas Sebelas Maret) és a Surakartai Indonéz Művészeti Főiskolán (Sekolah Tinggi Seni Indonesia Surakarta) tanult. 2001-ben Erasmus ösztöndíjjal tartózkodott a németországi Freiburg im Breisgauban, amikor is a Karlsruhei Képzőművészeti Akadémia (Akademie der Bildenden Künste Karlsruhe, Ausenstelle Freiburg) kihelyezett tanszékén Günter Umberg tanítványa volt. 2002-ben Japánban töltött pár hónapot. Itt megismerkedett Amemiya Issei szobrászművésszel.
2005-től 2008-ig a Pécsi Tudomány Művészeti Kar Doktori Iskolában folytatta tanulmányait festészet szakirányban. Mestere Keserü Ilona festőművész, professor emerita, tutora Dr. habil Kőnig Frigyes DLA festőművész volt.

## Oktatói tevékenysége
2004-től 2005-ig a pécsi Radnóti Miklós Közgazdasági Szakközépiskolában tanított művészettörténetet, rajzot és médiaismeretet.
2005-től 2007-ig a Pécsi Tudományegyetem Természettudományi Kar Földrajzi Intézet Ázsia Központ óraadó tanáraként indonéz nyelvet és kultúrát oktatott.
2005-től 2006-ig a Pécsi Tudományegyetem Művészeti Karán Lengyel András DLA grafikus- és festőművész, egyetemi adjunktus vezetésével a sokszorosító grafika műhelyben működött közre.
2007-ben vendégtanárként oktatott az indonéziai Sebelas Maret Egyetem Bölcsészettudományi és Vizuális Művészeti Kar Képzőművészeti Szakán modell utáni rajzolást, nyugati művészettörténetet és sokszorosító grafikát.
Továbbá előadást tartott a magyarországi kortárs festészetről 2007-ben a Sebelas Maret Egyetemen, majd a Surakartai Indonéz Művészeti Főiskolán és 2010-ben a yogyakartai Cemeti Art House kiállítótermében.
2012-től adjunktus a PTE, Illyés Gyula Kar, Pedagógusképző Intézet, Környezetkultúra szakán.

## Tudományos tevékenysége
2008-ban publikálta 'A krisz. Miért veszélyesek a jávai nők?' címmel, a misztikus jávai tőrről írt cikkét a Kaliber folyóirat áprilisi és májusi számában.
2009 januárjában jelent meg 'Jávai Árnyak' című könyve a jávai árnyjátékról az Imea Könyvkiadónál. Sajnos, a könyv nehezen beszerezhető.
2009-ben 'A jávai hagyományok továbbélése' címmel tartott előadást a Pécs – Ars GEometrica, III. Nemzetközi Találkozó és Workshopon.
2010-ben a Pécsi Tudományegyetem Művészeti Kar Doktori Iskolájában megvédte DLA-értekezését, melynek címe: 'Hagyományok a közép-jávai kortárs festészetben'. Disszertációjának megírásához fél évig kutatott Yogyakartában a Magyar Állami Eötvös Ösztöndíj támogatásával.
2007 és 2010 között több írása is megjelent az interneten a TERASZ.HU, Online Kulturális Magazinban és az Irodalmi Centrifuga Élőfolyóiratban (ICA).

## Festészetéről
Festészetében sajátságosan ötvözi nyugati kulturális alapjait a keleti kultúra inspirációival.
2007-óta több olyan, egymásból kifejlődő sorozaton dolgozik, melyek kiindulópontja szám szerint négy, a jávai batik által inspirált alapelem. Ezen formák segítségével színes, szövevényes hálókat hoz létre, melyek mindenféle mechanikus berögződést nélkülöznek és a beszüremlő véletlent kihasználva igen változatosak. A hálók egy képen belül egymással összefonódó síkokként kerülnek egymás fölé. E strukturális rendszerek állhatnak önmagukban is (Faktor sorozat), de létre hozhat velük illuzionisztikus tereket (Intro sorozat), vagy éppen kétértelmű tereket (Simbion sorozat). Ugyanakkor e festői világban megjelenhetnek figurális elemek is (Factor-organic sorozat).
Művészetében nagyon fontos szerepet töltenek be azok a szabályok, amelyeket saját maga határoz meg. Ugyanis e szabályok keretei között maximálisan élhet a végtelen szabadság lehetőségével, megszerzett tudásának felhasználásával és az újabb inspirációk befogadásával. (A szabályok és a szabadság viszonyáról bővebben Hankiss Elemér ’Az emberi kaland’ című könyvében olvashatunk.)

## Egyéni kiállításai
2001-ben 'Három x 6' címmel állította ki képei a Hungária Biztosító Rt. irodájában Pécsett. Ugyan ebben az évben a pécsi Café Danteban Heriyanto indonéz színházi rendezővel mutatkozott be. Majd a pécsi Ifjúsági Központban nyílt meg kiállítása.
2002-ben a Pesti Vigadó előcsarnokában állította ki munkáit Bozsaky Dáviddal és Nagy Dórával.
2004-ben 'Vanitatum Vanitas' című kiállításával mutatkozott be a Közelítés Művészeti Egyesület galériájában Pécsett. Ugyanebben az évben a kaposvári Vaszary Képtárban állított ki Fujisaki Tomoko keramikusművésszel.
2006-ban a budapesti Retorta galériában mutatta be festményeit.
2007-ben 'Kekuatan warna' címmel a Közép-Jávai Kulturális Központ művészeti galériájában állított ki
az indonéziai Surakartában.
2009-ben az Indonéz Köztársaság Budapesti Nagykövetségén voltak láthatóak festményei könyvbemutatójához kapcsolódva. Ugyanebben az évben két helyszínen is, a budapesti Hélia Hotelben és a Pécsi Kisgalériában lettek kiállítva legújabb festményei 'Rendezett Káosz' címmel.
2010-ben 'Dimensi Warna' címmel ismét Indonéziában kerültek bemutatásra festményei. A Yogyakarta városában készített művek előbb a yogyakartai Francia Intézetben, majd Balin az ubudi Santra Putra galériában voltak megtekinthetőek.
2011-ben 'Ceterum Censeo' címmel kiállítása nyílt a pécsi Gebauer Galériában; 'Color-Dimension' címmel a barcelonai Galeria Zero-ban; 'Verziók' címmel a Magyar Kultúra Alapítvány székházában a Budai Várban, Budapesten; és az 'Indonesia Kontemporer 2011' egész napos rendezvény keretében a londoni School of Oriental and African Studies épületében.
2012 nyarán a montenegrói Josip Bepo Benković Galériában - mely Herceg Novi városi galériája - mutatkozhatott be.

## Festményei gyűjteményekben
Festményei többek között a következő gyűjteményekben találhatóak meg:
- Karlsruhei Képzőművészeti Akadémia, Németország
- Antal-Lusztig gyűjtemény, Debrecen
- Indonéz Nemzeti Galéria, Jakarta, Indonézia
- Josip Bepo Benković Galéria, Herceg Novi, Montenegró
- Magyar Grafikusművészek Szövetsége, Budapest
- Moholy-Nagy Művészeti Egyetem, Budapest
- Oei Hong Djien Indonéz Modern és Kortárs Művészeti Múzeum, Magelang, Indonézia
- Paksi Képtár, Paks
- Paku Alaman Hercegi Palota, Yogyakarta, Indonézia
- Pécsi Tudományegyetem (PTE) Felnőttképzési és Emberi Erőforrás Fejlesztési Intézet, Pécs
- PTE Művészeti Kar, Pécs
- PTE MK Képzőművészeti Doktori Iskola, Pécs
- PTE Természettudományi Kar, Pécs
- Yogyakartai Szultanátus Gyűjteménye, Yogyakarta, Indonézia
- Zlatko és Vesna Prica Művészeti Alapítvány, Tar, Horvátország

## Külső hivatkozások
- Tari Eszter honlapja, festményei Archiválva 2011. június 30-i dátummal a Wayback Machine-ben
- interjú H.E. Bus Szilveszterrel és Tari Eszterrel az Irodalmi Centrifugán
- Tari Eszter beszámolója a yogyakartai kortárs festészetről
- riport Tari Eszterrel az Alkotónők.hu weboldalon
- a Pécs TV riportja[halott link]
- Dr. Máthé Andrea megnyitóbeszéde
- Tari Eszter beszámolója indonéziai tanításáról Archiválva 2016. március 5-i dátummal a Wayback Machine-ben